# Avena vaviloviana
Avena vaviloviana är en gräsart som först beskrevs av Al.Ivanovich Malzev, och fick sitt nu gällande namn av Mordv. Avena vaviloviana ingår i släktet havren, och familjen gräs. Inga underarter finns listade i Catalogue of Life.